# Боргето Санто Спирито
Боргето Санто Спирито (итал. Borghetto Santo Spirito) је насеље у Италији у округу Савона, региону Лигурија.
Према процени из 2011. у насељу је живело 4904 становника. Насеље се налази на надморској висини од 6 м.

## Становништво
| 1931. | 1936. | 1951. | 1961. | 1971. | 1981. | 1991. | 2001. | 2011. |
| ----- | ----- | ----- | ----- | ----- | ----- | ----- | ----- | ----- |
| 925   | 1.030 | 1.126 | 1.451 | 4.622 | 5.661 | 5.338 | 5.075 | 5.154 |